# Everett Dirksen
Everett Dirksen McKinley (4 de enero de 1896 - 7 de septiembre de 1969) fue un político estadounidense del Partido Republicano. Representó a Illinois en la Cámara de Representantes de EE. UU. (1933-1949) y el Senado de los EE. UU. (desde 1951 hasta 1969). Como líder de la minoría del Senado desde hacía más de una década, desempeñó un papel muy visible y clave en la política de la década de 1960, incluida la ayuda para redactar y aprobar la Ley de Derechos Civiles de 1964 y el Abierto de Ley de Vivienda de 1968, ambos puntos de referencia de la legislación de derechos civiles. También fue uno de los más decididos partidarios de la guerra de Vietnam en el Senado.